# Abriès
Abriès foi uma comuna francesa na região administrativa da Provença-Alpes-Costa Azul, no departamento de Altos Alpes. Em 1 de janeiro de 2019, passou a formar parte da nova comuna de Abriès-Ristolas.

## Demografia
Em 2006, Abriès apresentava uma população de 382 habitantes, distribuídos por 586 lares.
| 1962 | 1968 | 1975 | 1982 | 1990 | 1999 | 2006 | - | - |
| --- | ---- | ---- | ---- | ---- | ---- | ---- | - | - |
| 205 | 195  | 207  | 271  | 297  | 354  | 382  | - | - |
| Para os censos de 1962 a 2006 a população legal corresponde à popolução sem duplicidades, segundo define o INSEE. |      |      |      |      |      |      |   |   |